# Чувашский Куганак
Чувашский Куганак (баш. Сыуаш-Ҡуғанаҡ) — деревня в Стерлитамакском районе Республики Башкортостан Российской Федерации. Входит в состав Красноярского сельсовета.

## География

### Географическое положение
Расстояние до:
- районного центра (Стерлитамак): 15 км,
- центра сельсовета (Новый Краснояр): 4 км,
- ближайшей ж/д станции (Куганак): 5 км.

## Население
| 2002 | 2009 | 2010 |
| ---- | ---- | ---- |
| 179  | ↗228 | ↘213 |

Национальный состав
Согласно переписи 2002 года, преобладающая национальность — чуваши (68 %).